# Mocorito (kommun)
Mocorito är en kommun i Mexiko.   Den ligger i delstaten Sinaloa, i den västra delen av landet, 1 100 km nordväst om huvudstaden Mexico City. Antalet invånare är 45 351. Arean är 2 566 kvadratkilometer.
Terrängen i Mocorito är varierad.
Följande samhällen finns i Mocorito:
- Mocorito
- Higuera de los Vega
- Potrero de los Sánchez
- Juan Escutia
- Palmarito Mineral
- Constancio Rodríguez
- Juan Escutia
- Ejido Calomato
- Lomas Blancas
- El Aguaje de Pericos
- La Misión
- San Francisco
- Las Tahonas
- Palmarito de la Sierra
- La Joya de los López
- La Cofradía
- Boca de Arroyo
- Fraccionamiento las Casitas Nuevas
- Tecomate
- Colonia el Rosario
- Palo de Asta
- El Platanar
- Dique Mariquita
- Alhueycito
- El Carrizo
- La Loma
- Bequillos
- El Becal
- Mezquite Gordo
- La Higuera Caída
- Los Letreros
- Ranchito de los Gaxiola
- La Ladrillera
- San Jorge
- El Sabinito
- El Guadare
- La Tasajera
- Los Altos de Jalisco